# Marina gemmea
Marina gemmea är en ärtväxtart som beskrevs av Rupert Charles Barneby. Marina gemmea ingår i släktet Marina och familjen ärtväxter. Inga underarter finns listade i Catalogue of Life.